# Барие (община Босилеград)
Вижте пояснителната страница за други значения на Барие.
Ба̀рие, наричано и Бария (изписвано неправилно и като Барйе, на сръбски: Барје или Barje), е село в община Босилеград, Западните покрайнини, Сърбия.

## География
Село Барие се намира във високопланински район в северозападния дял на разделената от българо-сръбската граница област Краище. Разположено е в покритата с букова гора Барска долина, на изток от Бесна кобила и българо-сръбската граница от периода 1878 – 1920 година.
Традиционно селото се състои от пет разпръснати махали – Дедо Гелини, Ра̀дул, Кула̀, Дедо Гьошини и Дедо Маринкови. Някои от тези махали днес са обезлюдени.

## История
Според предания селото било основано от дядо Стоица от село Долна Любата, заселил се на това място заради обширните пасища.
До 1878 година Барие е господарско село и земите му принадлежат на турски чифликчии, на които селяните изплащат рента.
В 1864 г. селото има 3 ханета (18 мъже), а в 1866 година – 7 ханета (68 мъже и жени). В 1874 година броят на ханетата също е 7 (23 мъже).
От 1878 година селото е в границите на България и е част от Долнолюбатска община, която влиза последователно от Изворска (до 1889 г.), Босилеградска (до 1901 г.) и Кюстендилска околия.
През 1878 година земите на чифликчиите са взети от местните жители, които ги обработват, и по-късно, след правителствен заем, са изплатени на предишните им собственици. Тоя заем жителите на Барие изплащат в продължение на десетилетия.
По силата на Ньойския договор от 1919 година селото е включено в пределите на Кралството на сърби, хървати и словенци. През 1941 – 1944 година Барие, както и останалите села в Западните покрайнини, отново е под българско управление.

## Население
При преброяването от 2002 година 6 от седемте жители на селото са записани като сърби.